# Yaginumaella medvedevi
Yaginumaella medvedevi là một loài nhện trong họ Salticidae.
Loài này thuộc chi Yaginumaella. Yaginumaella medvedevi được Jerzy Prószyński miêu tả năm 1979.